# Учитель Церкви

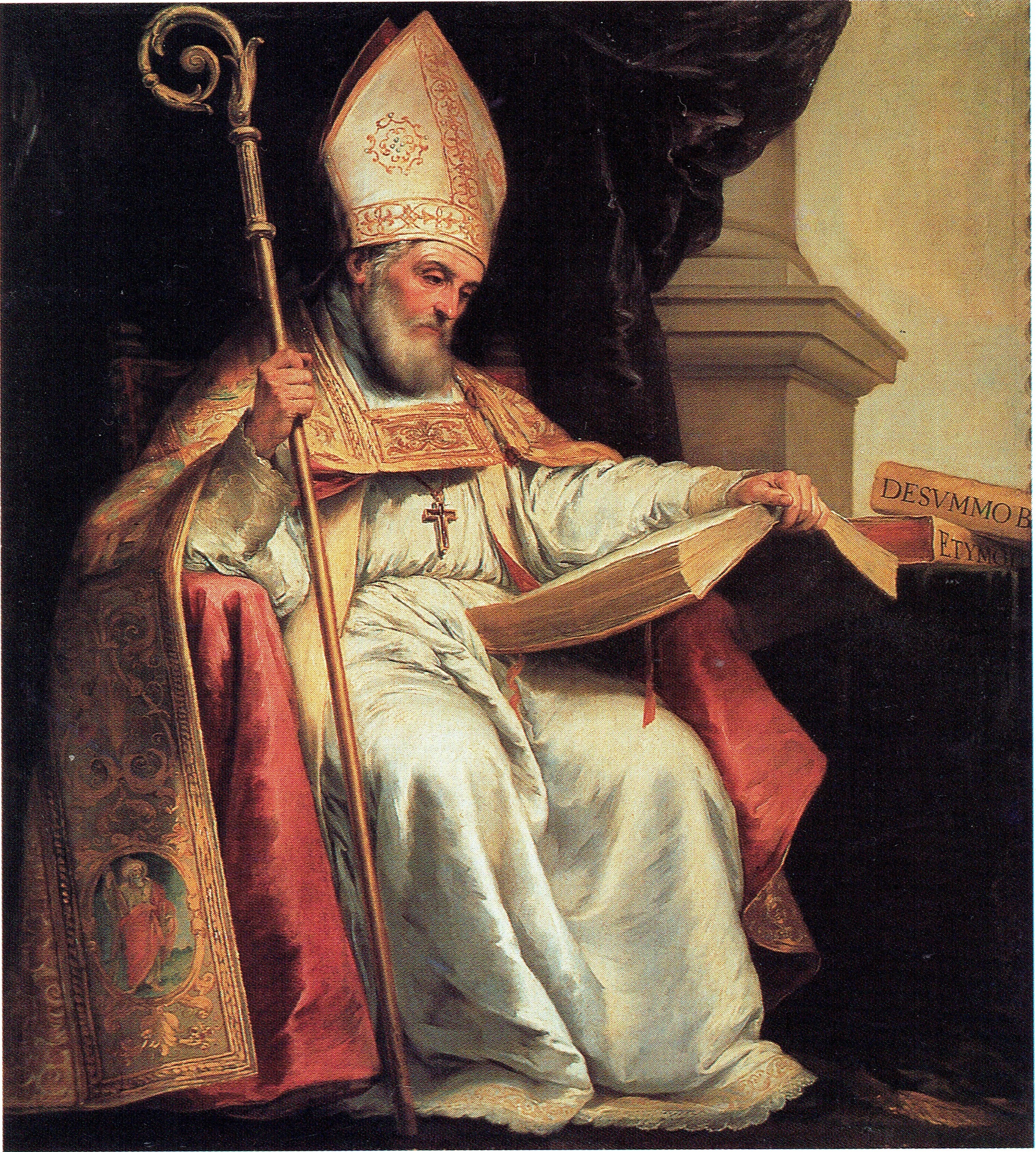
Учителів церкви прийнято зображувати із книгами в руках (на зображенні — Ісидор Севільський).

Учитель Церкви (лат. doctor ecclesiae) — почесне звання, що дається з 1298 року католицькою церквою заслуженим богословам. Найголовнішим із них («князем філософів») уважається Тома Аквінський. У цей час загальна кількість Учителів церкви, шанованих на Заході, становить 36, зокрема — чотири жінки:

## Отці Церкви
- Римські отці церкви, визнані 1298 року:
  - Амвросій Медіоланський,
  - Єронім Стридонський (345—420),
  - Августин Блаженний (Doctor Gratiae)
  - Григорій I (папа у 590—604);
- Грецькі отці церкви, визнані 1568 року:
  - Афанасій Олександрійський (296—373),
  - Василій Великий,
  - Григорій Богослов,
  - Іван Золотоустий.

## Інші вчителі церкви
- Альберт Великий (Doctor Universalis),
- Альфонс Ліґуорі (1696—1787),
- Ансельм Кентерберійський (Doctor Magnificus),
- Антоній Падуанський,
- Беда Преподобний,
- Бернард Клервоський (Doctor Mellifluus),
- Бонавентура (Doctor Seraphicus),
- Кирило Александрійський (Doctor Incarnationis),
- Кирило Єрусалимський (315—386),
- Єфрем Сирин,
- Франциск Салезький,
- Іларій Піктавійський,
- Ісидор Севільський,
- Іван Дамаскин,
- Іван від Хреста,
- Лаврентій Бріндізький,
- Лев Великий (папа у 440—461),
- Петро Канізій,
- Петро Хрисолог,
- Петро Даміані,
- Роберто Беларміно,
- Тома Аквінський (Doctor Angelicus),
- Тереза Авільська,
- Катерина Сієнська,
- Тереза Лізьєська,
- Григор Нарекаці[1][2],
- Гільдеґарда Бінгенська,
- Йоан Авільський.

У 1970 році папа Павло VI уперше присвоїв цей титул жінкам — Катерині Сієнській і Терезі Авільській.
У 1997 році папа Іван Павло II проголосив Учителем церкви Терезу Лізьєську.
2012 року папа Бенедикт XVI проголосив Учителем церкви Гільдеґарду Бінгенську (1098-1179) та Йоана Авільського (1499-1569).
В лютому 2015 года папа Франциск проголосив Григору Нарекаці (~951—1003) звання «Учитель Церкви».
21 січня 2022 года звання «Учитель Церкви» було присвоєно святому Іринею Ліонскому (бл. 130-160 — бл. 200-205).